# Cyrtophorina deinocerca
Cyrtophorina deinocerca är en tvåvingeart som beskrevs av Borgmeier och Prado 1975. Cyrtophorina deinocerca ingår i släktet Cyrtophorina och familjen puckelflugor. Inga underarter finns listade i Catalogue of Life.